# نادي بوهيميان
نادي بوهيميان (بالأيرلندية:Cumann Peile Bóithéamaigh) عادتاً ما يعرف ببوهيميانز هو نادي كرة قدم محترف من دبلن، أيرلندا. ينافس بوهيميانز في دوري الدرجة الممتازة وسبق له أن فاز بالدوري 11 مرة، كأس اتحاد أيرلندا للتحدي 7 مرات، درع دوري أيرلندا 6 مرات وكأس الدوري الأيرلندي 3 مرات. يعتبر ثالث أكثر الأندية في أيرلندا نجاحاً في تاريخ كرة قدم في أيرلندا. تأسس الفريق عام 1890. يلعب النادي مبارياته المنزلية على ملعب داليمونت بارك والذي يتسع لجلوس 4,300 شخص.

## ابرز اللاعبين
زيد البهادلي

## وصلات خارجية
- الموقع الرسمي